# Patrick Galbraith
Patrick Galbraith (Tacoma, 16 aprile 1967) è un ex tennista statunitense.

## Carriera
Frequenta dal 1986 al 1989 l'UCLA conquistando tre titoli All-American in doppio con Brian Garrow oltre ad essere stato campione NCAA nel 1988.
Nel 1989, finita la carriera universitaria, passa tra i professionisti vincendo il primo titolo a giugno, sempre insieme a Garrow, a Newport. Vincerà almeno un trofeo in doppio per ogni anno fino al 1999 e dei trentasei titoli conquistati ne ha vinti dodici insieme al canadese Grant Connell.
Tra i suoi risultati più importanti spiccano le due finali consecutive raggiunte a Wimbledon, nel 1993 e '94, perse entrambe contro Todd Woodbridge e Mark Woodforde. Riesce a vincere invece il Masters di fine anno 1995, superando in semifinale i Woodies e nel match decisivo Jacco Eltingh e Paul Haarhuis.
Le uniche vittorie negli Slam le ottiene nel doppio misto, agli US Open 1994 insieme a Elna Reinach e due anni dopo si riprende il titolo in coppia con la connazionale Lisa Raymond.
Con la squadra statunitense ha giocato due match durante la Coppa Davis 1996, vincendone uno.

## Statistiche

### Doppio

#### Vittorie (36)
| Legenda                                                       |
| Grande Slam (0)                                               |
| Tennis Masters Cup / ATP World Tour Finals (1)                |
| Masters Series / ATP World Tour Master 1000 (5)               |
| ATP International Series Gold / ATP World Tour 500 Series (8) |
| ATP International Series / ATP World Tour 250 Series (22)     |

| N.  | Data             | Torneo                                                 | Superficie  | Compagno           | Avversari in finale                | Punteggio          |
| 1.  | 17 luglio 1989   | Hall of Fame Open, Newport                             | Erba        | Brian Garrow       | Neil Broad Stefan Kruger           | 2–6, 7–5, 6–3      |
| 2.  | 19 febbraio 1990 | Toronto Indoor, Toronto                                | Sintetico   | David Macpherson   | Neil Broad Kevin Curren            | 3–6, 6–3, 6–4      |
| 3.  | 22 ottobre 1990  | Grand Prix de Tennis de Lyon, Lione                    | Sintetico   | Kelly Jones        | Jim Grabb David Pate               | 7–6, 6–4           |
| 4.  | 4 marzo 1991     | ATP Rotterdam, Rotterdam                               | Sintetico   | Anders Järryd      | Steve DeVries David Macpherson     | 7–6, 6–2           |
| 5.  | 8 aprile 1991    | Hong Kong Open, Hong Kong                              | Cemento     | Todd Witsken       | Glenn Michibata Robert Van't Hof   | 6–2, 6–4           |
| 6.  | 6 maggio 1991    | Internazionali di Tennis di Baviera, Monaco di Baviera | Terra rossa | Todd Witsken       | Anders Järryd Danie Visser         | 7–5, 6–4           |
| 7.  | 29 luglio 1991   | Canada Masters, Montréal                               | Cemento     | Todd Witsken       | Grant Connell Glenn Michibata      | 6–4, 3–6, 6–1      |
| 8.  | 20 aprile 1992   | ATP Nizza, Nizza                                       | Terra rossa | Scott Melville     | Pieter Aldrich Danie Visser        | 6–1, 3–6, 6–4      |
| 9.  | 4 maggio 1992    | Madrid Tennis Grand Prix, Madrid                       | Terra rossa | Patrick McEnroe    | Francisco Clavet Carlos Costa      | 6–3, 6–2           |
| 10. | 22 giugno 1992   | Nottingham Open, Manchester                            | Erba        | David Macpherson   | Jeremy Bates Laurie Warder         | 4–6, 6–3, 6–2      |
| 11. | 27 luglio 1992   | Canada Masters, Toronto                                | Cemento     | Danie Visser       | Andre Agassi John McEnroe          | 6–4, 6–4           |
| 12. | 10 agosto 1992   | Los Angeles Open, Los Angeles                          | Cemento     | Jim Pugh           | Francisco Montana David Wheaton    | 7–6, 7–6           |
| 13. | 18 gennaio 1993  | Auckland Open, Auckland                                | Cemento     | Grant Connell      | Alex Antonitsch Aleksandr Volkov   | 6–3, 7–6           |
| 14. | 18 ottobre 1993  | Tokyo Indoor, Tokyo                                    | Sintetico   | Grant Connell      | Luke Jensen Murphy Jensen          | 6–3, 6–4           |
| 15. | 15 novembre 1993 | European Community Championship, Anversa               | Sintetico   | Grant Connell      | Wayne Ferreira Javier Sánchez      | 6–3, 7–6           |
| 16. | 7 marzo 1994     | Indian Wells Masters, Indian Wells                     | Cemento     | Grant Connell      | Byron Black Jonathan Stark         | 7–5, 6–3           |
| 17. | 25 luglio 1994   | Washington Open, Washington                            | Cemento     | Grant Connell      | Jonas Björkman Jakob Hlasek        | 6–4, 4–6, 6–3      |
| 18. | 22 agosto 1994   | ATP Volvo International, New Haven                     | Cemento     | Grant Connell      | Jacco Eltingh Paul Haarhuis        | 6–3, 7–6           |
| 19. | 17 ottobre 1994  | Tokyo Indoor, Tokyo                                    | Sintetico   | Grant Connell      | Byron Black Jonathan Stark         | 6–3, 3–6, 6–4      |
| 20. | 16 gennaio 1995  | Heineken Open, Auckland                                | Cemento     | Grant Connell      | Luis Lobo Javier Sánchez           | 6–4, 6–3           |
| 21. | 13 febbraio 1995 | Dubai Tennis Championships, Dubai                      | Cemento     | Grant Connell      | Tomás Carbonell Francisco Roig     | 6–2, 4–6, 6–3      |
| 22. | 27 febbraio 1995 | Stuttgart Championship Series, Stoccarda               | Sintetico   | Grant Connell      | Cyril Suk Daniel Vacek             | 6–2, 6–2           |
| 23. | 6 novembre 1995  | Paris Masters, Parigi                                  | Sintetico   | Grant Connell      | Jim Grabb Todd Martin              | 6–2, 6–2           |
| 24. | 25 novembre 1995 | Tennis Masters Cup, Eindhoven                          | Sintetico   | Grant Connell      | Jacco Eltingh Paul Haarhuis        | 7–6, 7–6, 3–6, 7–6 |
| 25. | 11 marzo 1996    | Tennis Channel Open, Scottsdale                        | Cemento     | Rick Leach         | Richey Reneberg Brett Steven       | 5–7, 7–5, 7–5      |
| 26. | 15 aprile 1996   | Hong Kong Open, Hong Kong                              | Cemento     | Andrej Ol'chovskij | Kent Kinnear Dave Randall          | 6–3, 6–7, 7–6      |
| 27. | 26 agosto 1996   | Canada Masters, Toronto                                | Cemento     | Paul Haarhuis      | Mark Knowles Daniel Nestor         | 7–6, 6–3           |
| 28. | 11 novembre 1996 | Stockholm Open, Stoccolma                              | Cemento (i) | Jonathan Stark     | Todd Martin Chris Woodruff         | 7–6, 6–4           |
| 29. | 13 gennaio 1997  | Auckland Open, Auckland                                | Cemento     | Ellis Ferreira     | Rick Leach Jonathan Stark          | 6–4, 4–6, 7–6      |
| 30. | 24 febbraio 1997 | RMK Championships, Memphis                             | Cemento (i) | Ellis Ferreira     | Rick Leach Jonathan Stark          | 6–3, 3–6, 6–1      |
| 31. | 23 giugno 1997   | Nottingham Open, Nottingham                            | Erba        | Ellis Ferreira     | Danny Sapsford Chris Wilkinson     | 4–6, 7–6, 7–6      |
| 32. | 13 ottobre 1997  | Vienna Open, Vienna                                    | Sintetico   | Ellis Ferreira     | Marc-Kevin Goellner David Prinosil | 6–3, 6–4           |
| 33. | 20 ottobre 1997  | Grand Prix de Tennis de Lyon, Lione                    | Sintetico   | Ellis Ferreira     | Olivier Delaître Fabrice Santoro   | 3–6, 6–2, 6–4      |
| 34. | 19 gennaio 1998  | Auckland Open, Auckland                                | Cemento     | Brett Steven       | Tom Nijssen Jeff Tarango           | 6–4, 6–2           |
| 35. | 3 maggio 1999    | Atlanta Tennis Challenge, Atlanta                      | Terra verde | Justin Gimelstob   | Todd Woodbridge Mark Woodforde     | 5–7, 7–6, 6–3      |
| 36. | 21 giugno 1999   | Nottingham Open, Nottingham                            | Erba        | Justin Gimelstob   | Marius Barnard Brent Haygarth      | 5–7, 7–5, 6–3      |